# Molk
Molk je priimek več znanih Slovencev:
- Jože Molk, častnik in veteran vojne za Slovenijo
- Miša Molk (1954-), novinarka, scenaristka, urednica in televizijska voditeljica
- Srečko Molk, rezbar, oblikovalec nakita
- Josef Adam Mölk (18. stol.), slikar

### Drugi pomeni
- Molk (film)
- Molk organa (pravo)